# Grzegórzki (Nidzica)
Grzegórzki (deutsch Gregersdorf) ist ein Dorf in der polnischen Woiwodschaft Ermland-Masuren. Es gehört zur Gmina Nidzica (Stadt- und Landgemeinde Neidenburg) im Powiat Nidzicki (Kreis Neidenburg).

## Geographische Lage
Grzegórzki liegt in der südwestlichen Mitte der Woiwodschaft Ermland-Masuren, sechs Kilometer östlich der Kreisstadt Nidzica (deutsch Neidenburg).

## Geschichte
Das Gründungsjahr von Gregersdorf ist 1359. Im Jahre 1874 wurde es in den Amtsbezirk Bartoschken (1938 bis 1945: Amtsbezirk Bartzdorf (Ostpr.)) im ostpreußischen Kreis Neidenburg eingegliedert, dem es bis 1945 angehörte. Im Jahre 1910 waren in Gregersdorf 198 Einwohner gemeldet, 1933 waren es 261 und 1939 noch 235.
Aufgrund der Bestimmungen des Versailler Vertrags stimmte die Bevölkerung in den Volksabstimmungen in Ost- und Westpreußen am 11. Juli 1920 über die weitere staatliche Zugehörigkeit zu Ostpreußen (und damit zu Deutschland) oder den Anschluss an Polen ab. In Gregersdorf stimmten 120 Einwohner für den Verbleib bei Ostpreußen, auf Polen entfielen keine Stimmen.
1945 wurde Gregersdorf in Kriegsfolge mit dem gesamten südlichen Ostpreußen an Polen überstellt. Das Dorf erhielt die polnische Namensform „Grzegórzki“ und ist heute mit dem Sitz eines Schulzenamts (polnisch Sołectwo) eine Ortschaft im Verbund der Gmina Nidzica (Stadt- und Landgemeinde Neidenburg) im Powiat Nidzicki (Kreis Neidenburg), bis 1998 der Woiwodschaft Olsztyn, seither der Woiwodschaft Ermland-Masuren zugehörig. Im Jahre 2011 zählte Grzegórzki 144 Einwohner.

## Kirche

### Evangelisch
Bis 1945 war Gregersdorf in die evangelische Pfarrkirche Neidenburg in der Kirchenprovinz Ostpreußen der Kirche der Altpreußischen Union eingegliedert. Heute ist Grzegórzki in die Heilig-Kreuz-Kirche Nidzica in der Diözese Masuren der Evangelisch-Augsburgischen Kirche in Polen eingepfarrt.

### Römisch-katholisch
Vor 1945 war Gregersdorf der römisch-katholischen Pfarrkirche Neidenburg im Bistum Ermland zugehörig. Heute steht in Grzegórzki eine eigene Kirche – eine Filialkirche der Pfarrei Napiwoda (Grünfließ) im jetzigen Erzbistum Ermland.

## Verkehr
Grzegórzki liegt an der verkehrsreichen Woiwodschaftsstraße 604, die die Schnellstraße S 7 bei Nidzica (Neidenburg) mit der Landesstraße 57 bei Wielbark (Willenberg) verbindet, außerdem an einer Nebenstraße, die bei Napiwoda (Grünfließ) von der Woiwodschaftsstraße 545 abzweigt und bis nach Zagrzewo (Sagsau) führt.
Die nächste Bahnstation ist Muszaki (Muschaken). Sie liegt an der – zurzeit nicht befahrenen – Bahnstrecke Nidzica–Wielbark.